# Râul Pădurile
Râul Pădurile este un curs de apă, afluent al râului Mociaru. 

## Hărți
- Harta Județului Buzău